# Ruggero Berlam
Pour les articles homonymes, voir Berlam.
Ruggero Berlam (né le 20 septembre 1854 à Trieste, alors dans l’empire austro-hongrois, et mort dans la même ville le 22 octobre 1920) est un architecte italien de la fin du XIXe et du début du XXe siècle. Il est le père de l’architecte Arduino Berlam.

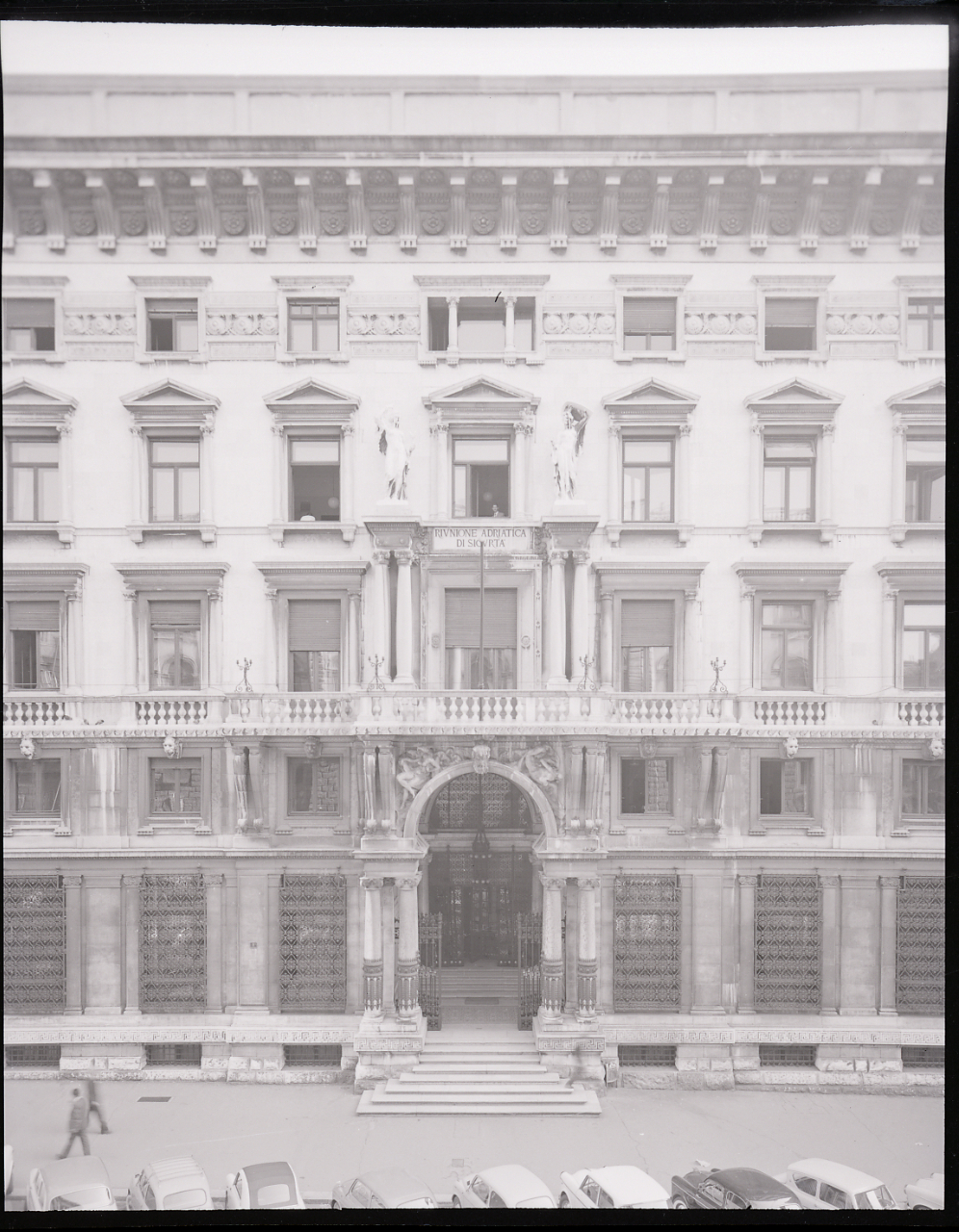
Palais RAS, Trieste, detaille de la facade. Photo par Paolo Monti, 1964

## Biographie
À l’Académie des beaux-arts de Brera, Camillo Boito est son professeur.

## Réalisations
Avec son fils, il a conçu une des plus grandes synagogues d’Europe : la synagogue de Trieste.

## Source de traduction
- (it) Cet article est partiellement ou en totalité issu de l’article de Wikipédia en italien intitulé « Ruggero Berlam » (voir la liste des auteurs).